# Isla Larga (Carabobo)

Mapa detallado con ubicación de los naufragios

Isla Larga es una isla de Venezuela ubicada frente a las costas del estado Carabobo en las inmediaciones de la ciudad de Puerto Cabello y que junto con Isla del Rey, Isla Santo Domingo e Isla Alcatraz, forma parte del parque nacional San Esteban.

## Características
El Parque Nacional San Esteban incluye en su Zona Marino Costera parte de la cordillera de la costa en el Estado Carabobo, Venezuela. Isla Larga tiene una superficie estimada en 40 hectáreas o 402.883,89 m², un perímetro de 3,96 kilómetros, y está ubicada a veinte minutos en lancha de la playa Quizandal desde se suele hacer el traslado al lugar. Es la única isla del parque que permite el acceso libre a turistas, ya que está bajo régimen de administración especial de acuerdo con el Plan de Ordenamiento y Reglamento de Uso del Parque Nacional San Esteban.
La isla ofrece también una gran vista bella de la vida marina y hermosos corales en torno al carguero "alemán" "Sesostris", hundido en 1940 luego de un motín de la tripulación, así como el barco ganadero italiano "Wacko", en el que la estructura que sostenía las cubiertas de madera para el ganado es evidente. Estos barcos hundidos se denominan "pecios", y se han convertido con el tiempo en arrecife artificial|arrecifes artificiales]] que albergan una variada fauna subacuática.